# Jorge 'Gato' Vásquez
Jorge Vásquez Centenaro (Salaverry, La Libertad, 29 de julio de 1937-9 de enero del 2025) fue un futbolista peruano que jugaba como volante de ataque. 
Se inició en 1951 en los infantiles del Deportivo Municipal, junto al que fue cantante Gilberto Cossío Bravo.
En 1954 viajó a Pasco para jugar en los campeonatos internos en Atacocha,  luego jugó en la liga departamental de Huánuco por Sporting Tabaco de Huallayco en dicha ciudad; asimismo jugó en Distrito minero de Huarón por la selección de Huayllay, departamento de Pasco en 1956, y en 1957 por la selección de Huánuco llegando a disputar la final departamental en Lima.
Profesionalmente debutó en el Club Centro Iqueño en 1959, luego pasó a las filas del club Sporting Cristal, Porvenir Miraflores y Unión Pesquero de Ilo.

## Trayectoria
Llegó al Centro Iqueño a fines de 1958 e hizo su debut en 1959 en un partido jugado ante Alianza Lima.
En 1960 formaría un famoso trío en el ataque albo junto a Jesús Peláez Miranda y Alejandro Zevallos, en algunas ocasiones con Juan Biselach donde fueron todo un deleite de exquisito fútbol para la hinchada en general. 
En enero del 63 reforzó a Deportivo Municipal para amistoso ante el Santos de Brasil y a Universitario ante River Plate de Argentina.
El 4 de febrero de 1963 refuerza al Sporting Cristal contra Botafogo donde empatan 1-1, el 7 firma por el cuadro bajopontino y esa noche juega el amistoso contra River Plate donde caen 4-2; a fin de año obtiene el subcampeonato bajo la DT. de Didí. En 1964 jugaría los partidos amistosos ante Barcelona de España donde ingresó en el segundo tiempo, partido empatado 2-2; luego enfrentó al Dinamo de Moscú, jugado en el mes de diciembre donde el cuadro rimense ganó 1-0. 
Contrajo nupcias en junio de  1966, en 1967 nuevamente fue subcampeón con el cuadro rimense y en 1968 obtiene su primer título de la mano de Didí que había regresado a mediados del año anterior al club bajopontino, ese año jugó la Copa Libertadores donde lograron mantener una racha de 12 partidos invictos. Jugaría en el cuadro rimense hasta 1969. 
Luego pasó al Porvenir Miraflores por cuatro temporadas, dos de ellas en primera, una en segunda y una en la Liga de Balnearios; su último año en el fútbol jugó en el recién ascendido Unión Pesquero de Ilo en 1974 dirigido por la "Foca" Mario Gonzales.

## Selección Peruana
Participó con la Selección Peruana en el Preolímpico de Roma 1960.
Participó en el Campeonato Sudamericano 1963 de Bolivia.

## Clubes
| Club                | País | Año         |
| ------------------- | ---- | ----------- |
| Centro Iqueño       | Perú | 1959 - 1962 |
| Sporting Cristal    | Perú | 1963 - 1969 |
| Porvenir Miraflores | Perú | 1970 - 1973 |
| Unión Pesquero Ilo  | Perú | 1974        |

## Palmarés

### Campeonatos nacionales
| Título                    | Club             | País | Año  |
| ------------------------- | ---------------- | ---- | ---- |
| Primera División del Perú | Sporting Cristal | Perú | 1968 |